# St. Michael (Belzheim)

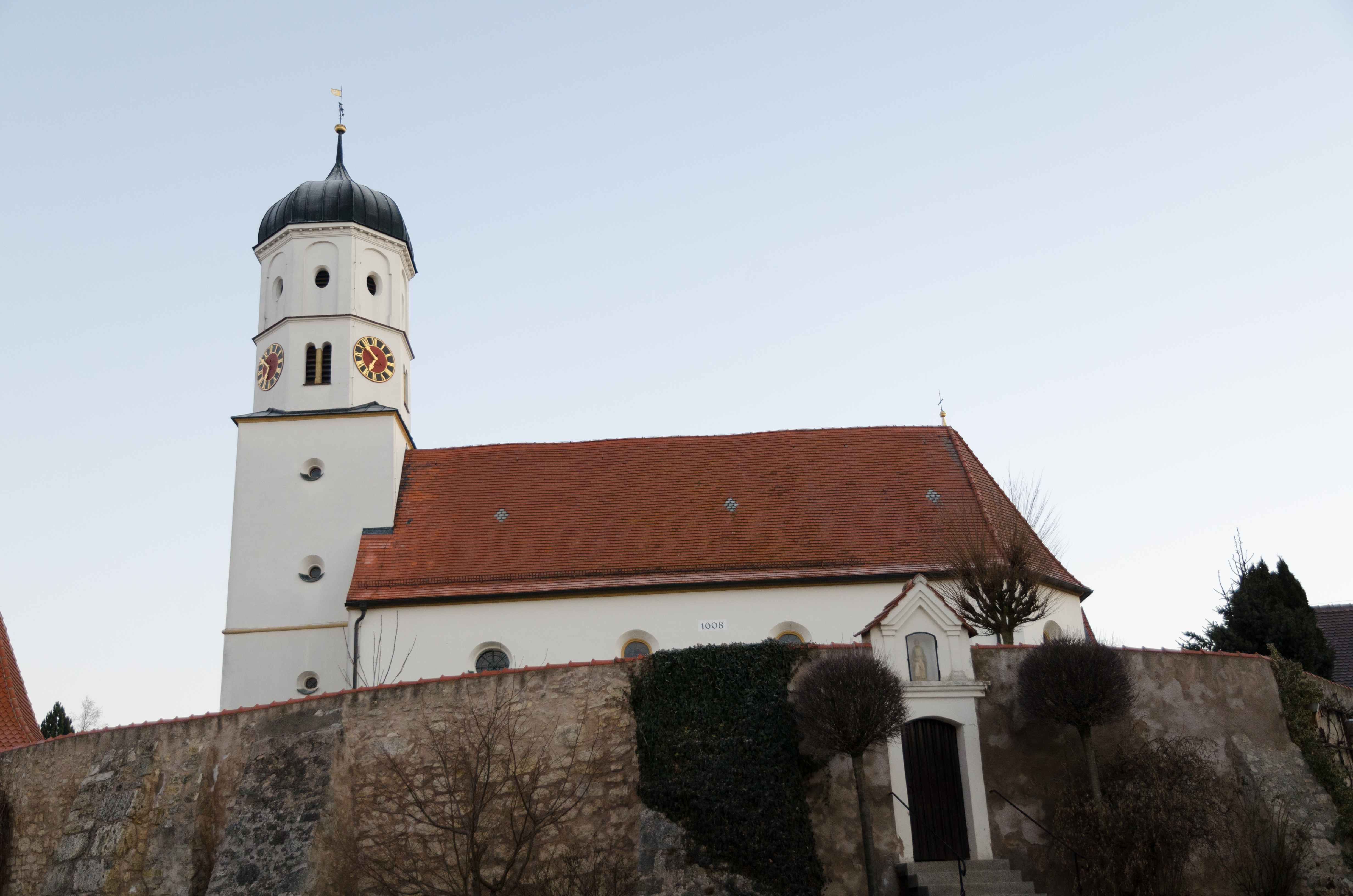
St. Michael in Belzheim

Die römisch-katholische Pfarrkirche St. Michael steht in Belzheim, einem Gemeindeteil von Ehingen am Ries im schwäbischen Landkreis Donau-Ries von Bayern. Das Bauwerk ist in der Liste der Baudenkmäler in Ehingen am Ries als Baudenkmal unter der Nr. D-7-79-138-4 eingetragen. Die Kirchengemeinde gehört zum Dekanat Nördlingen des Bistums Augsburg.

## Beschreibung
Die Saalkirche wurde nach dem Brand des Vorgängerbaus nach einem Entwurf von Johann Konrad Schuzbar 1608 neu erbaut. Sie besteht aus einem Langhaus, einem dreiseitig geschlossenen Chor im Osten und einem Kirchturm auf quadratischem Grundriss im Westen. Dieser wurde mit zwei achteckigen Geschossen aufgestockt, von denen das untere die Turmuhr und den Glockenstuhl beherbergen, und wurde mit einer Zwiebelhaube bedeckt. Die Sakristei wurde im 18. Jahrhundert an der Nordwand des Chors angebaut. 
Den Stuck im Innenraum des Langhauses hat 1682 Mathias Schmuzer angebracht. Die Deckenmalereien stammen von Michael Echter. Die Kirchenausstattung ist klassizistisch. Der Hochaltar steht im Chor, die Nebenaltäre flankieren den Chorbogen.